# Villa Saralegui
Villa Saralegui és una comuna del departament San Cristóbal, a la província de Santa Fe (Argentina), fundada per Antonio de Saralegui y Zarandona.